# Firebaugh
Firebaugh est une municipalité américaine du comté de Fresno, en Californie. Sa population s’élevait à 7 549 habitants lors du recensement de 2010, estimée à 8 328 habitants en 2017.

## Démographie
| 1930 | 1940 | 1950 | 1960  | 1970  | 1980  |
| ---- | ---- | ---- | ----- | ----- | ----- |
| 506  | 704  | 821  | 2 070 | 2 517 | 3 740 |

| 1990  | 2000  | 2010  | - | - | - |
| ----- | ----- | ----- | - | - | - |
| 4 429 | 5 743 | 7 549 | - | - | - |

## Source
- (en) Cet article est partiellement ou en totalité issu de l’article de Wikipédia en anglais intitulé « Firebaugh, California » (voir la liste des auteurs).

1. ↑  « Statistiques des États-Unis - Californie - Profils des communautés de 2010 » (consulté en novembre 2020)